# Zeuxine strateumatica
Lan ti trụ Mỹ (danh pháp hai phần: Zeuxine strateumatica) hay lan du xuyên lá nhỏ, là một loài thực vật có hoa trong họ Lan. Loài này được (L.) Schltr. miêu tả khoa học đầu tiên năm 1911.

## Hình ảnh

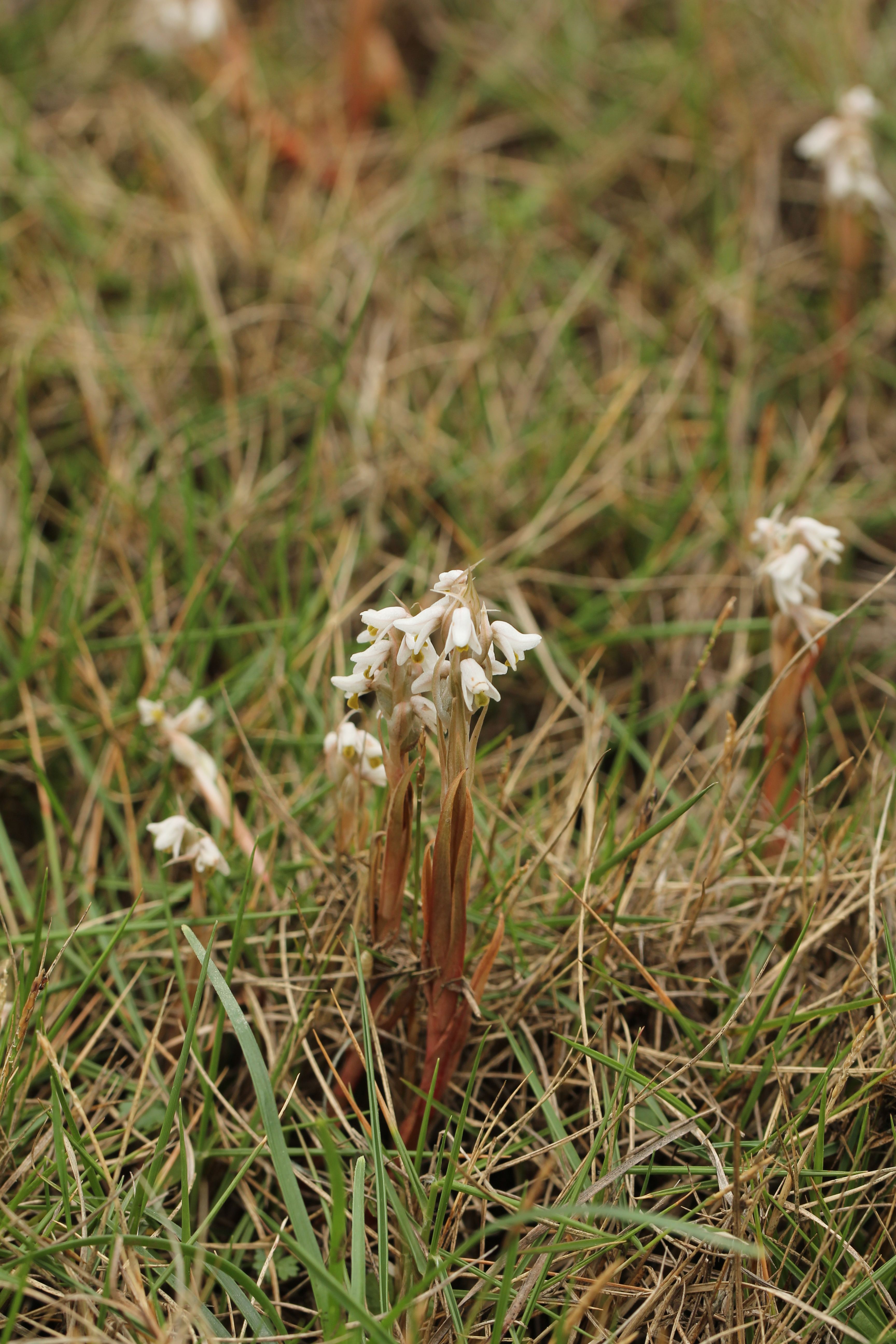
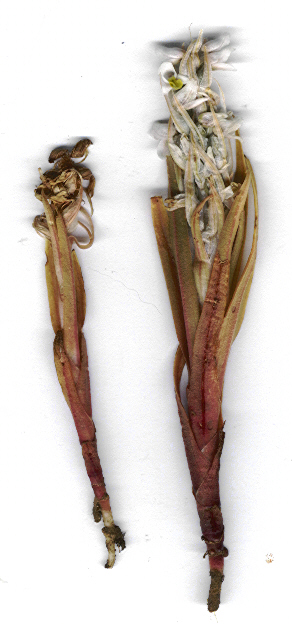
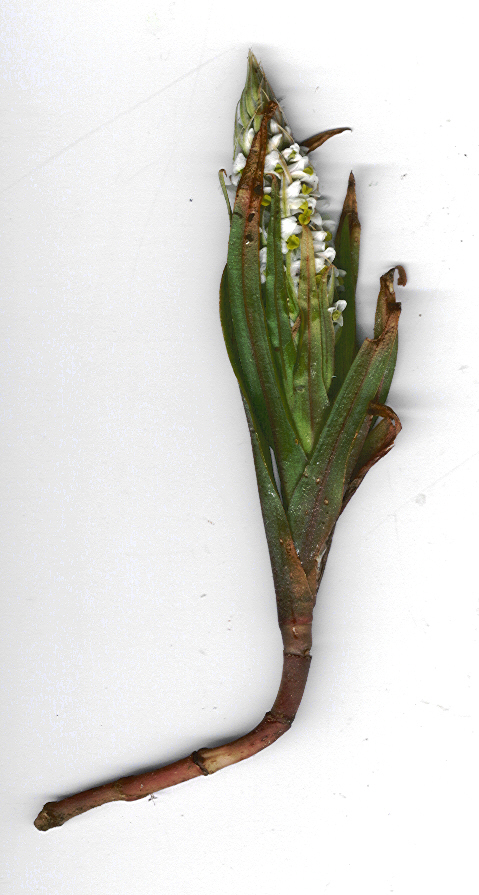
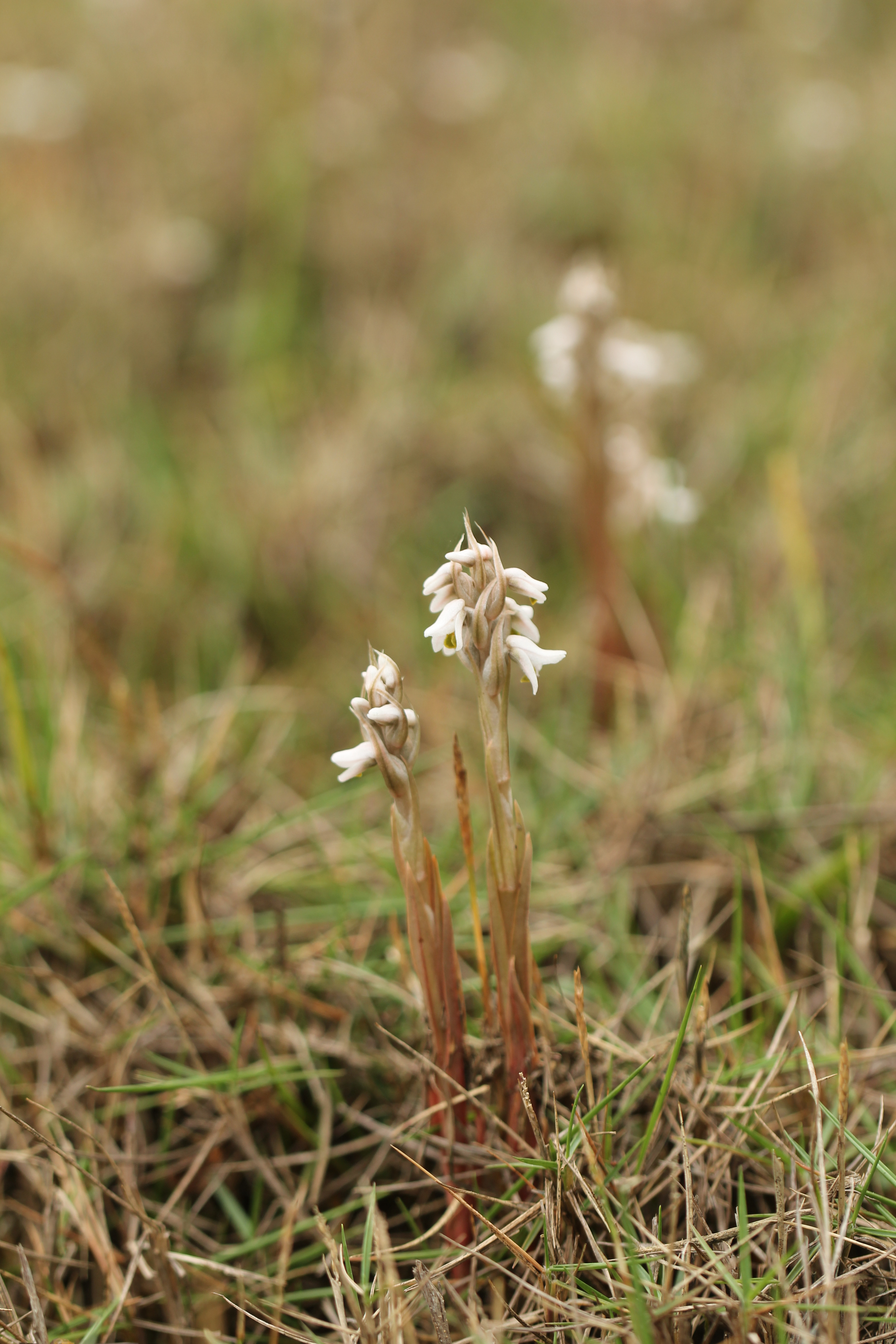